# Blekfryle
Blekfryle (Luzula pallescens) är en tågväxtart som beskrevs av Olof Swartz. Blekfryle ingår i frylesläktet som ingår i familjen tågväxter. Arten är reproducerande i Sverige. Inga underarter finns listade i Catalogue of Life.

## Bildgalleri

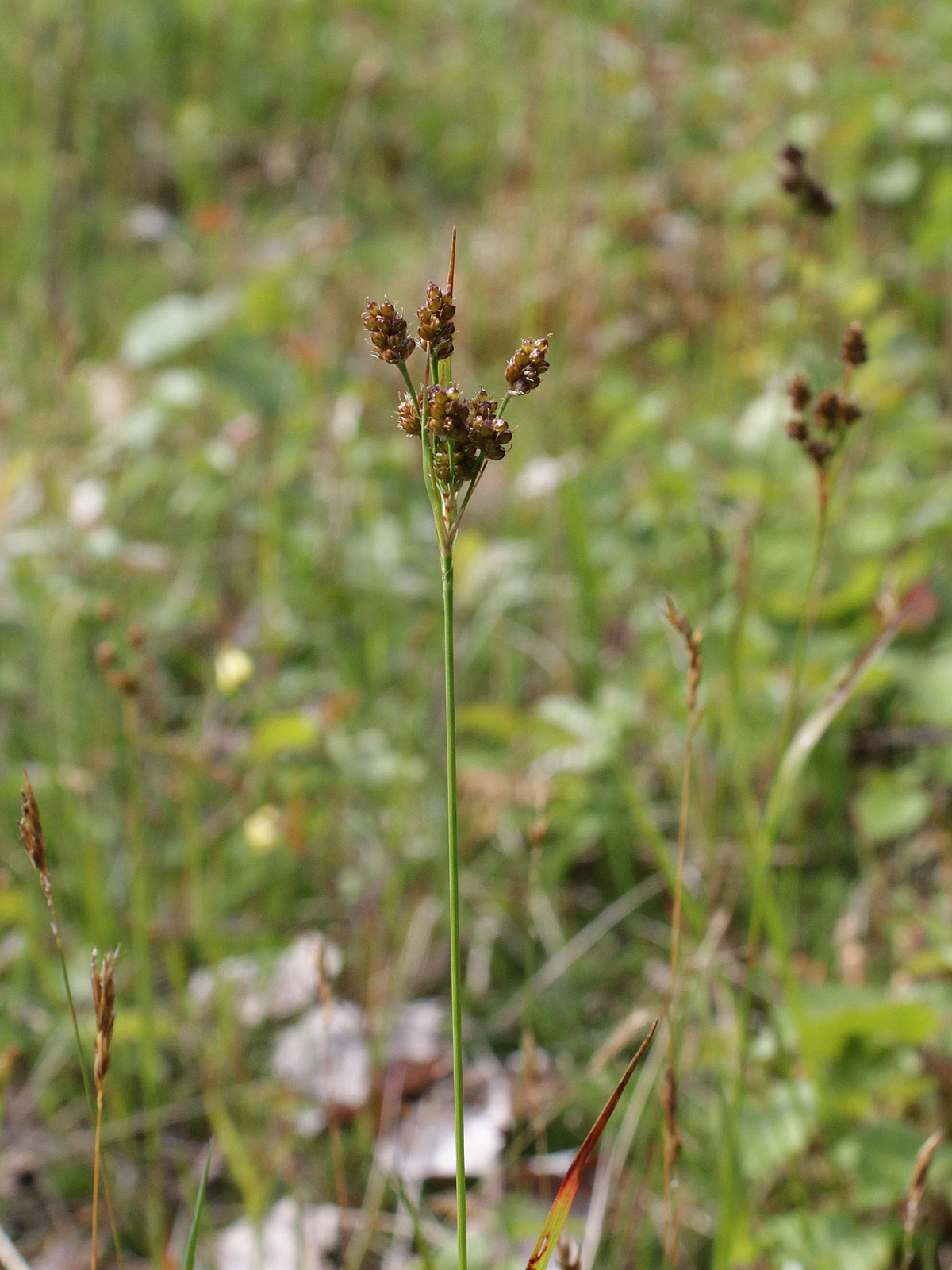